# A3 (Servië)
De A3 (Servisch: Аутопут А3 - Latijns schrift: Autoput 3) is een Servische autosnelweg die loopt van Belgrado naar Kroatië. De weg is onderdeel van de E70 en is 125 km lang.

A1 · 
A2 · 
A3 · 
A4 · 
A5 · 
A6 · 
A7 ·
A8 ·
A9 ·